# Senegalesi in Italia
La presenza di senegalesi in Italia risale agli anni '80.
Nel 2014 c'erano 94 030 persone immigrate regolari dal Senegal in Italia, in crescita rispetto alle 59 857 nel 2006. Negli anni si è registrato un aumento costante dei cittadini senegalesi in Italia, passando dall'essere 46 478 nel 2004 ai 110 763 registrati nel 2022, ossia un aumento percentuale pari al 138%. La diaspora in Italia è costituita da 81 345 uomini e 29 418 donne, un rapporto di circa 3:1. 
Le tre città con la maggior presenza di senegalesi in Italia sono Milano, Roma e Genova al 2014. Nel 2022 circa il 30% di tutti i senegalesi legalmente residenti in Italia si concentrava in Lombardia (32 852) e le province con maggior numero di senegalesi erano: Bergamo (9 350), Brescia (6 716), Milano (6 434). 

## Confraternite religiose
Il 75% degli immigrati in Italia provenienti dal continente africano appartiene alla confraternita muride e conserva forti legami con le proprie radici. Quindi circa due terzi dei quasi trentamila senegalesi (tra regolari e clandestini) presenti in Italia appartengano alla Muridiyya. Centri importanti in Italia si trovano a Pontevico e Bovezzo nel bresciano e a Zingonia nel bergamasco. Una parte minore dei senegalesi residenti in Italia appartiene alla confraternita Tijaniyya.
La vita di gruppo e gli incontri festosi di rito mettono in luce il loro attaccamento ai costumi e alla cultura tradizionale. I marabutti effettuano visite in Italia per raccogliere offerte e per offrire benedizioni ai fedeli accentuando in questo modo i legami con la terra madre. Alcuni immigrati, riescono a tornare a Touba durante il Grand Maggal, il grande pellegrinaggio annuale in ricordo di Ahmadou Bamba.

## Violenze contro senegalesi in Italia
- Idy Diene, 54 anni, ucciso da Roberto Pirrone sul ponte Vespucci di Firenze nel marzo 2018.[6]
- Il 13 dicembre 2011 a piazza Dalmazia a Firenze il militante di CasaPound Gianluca Casseri uccide Samb Modou e Diop Mor, due ambulanti senegalesi e ne ferisce altri tre. Sulla strage il regista italo-etiope Dagmawi Yimer, ha realizzato il documentario Va’ pensiero.[6]

## Violenze causate da senegalesi in Italia
- Mohamed Gueye, 25 anni, viene condannato nel 2019 a tre anni di reclusione per aver stuprato una quindicenne a Jesolo l'anno prima.[7]
- Ousseynou Sy, il 20 marzo 2019 a San Donato Milanese, dirotta e appicca in seguito fuoco ad un autobus con 50 bambini, due insegnanti e una bidella, per essere condannato in seguito a 24 anni per "sequestro di persona a fini terroristici o eversivi"[8]
- Diop Moustapha, 29 anni, rapina e violenta una commessa di Osio Sotto (BG) dopo una condanna precedente per aggressione e molestie sessuali del 2014, ai tempi sospesa dal giudice. Condannato il 26 giugno dopo i riscontri sul test del DNA[9]
- Ibrahima Camara, 24 anni, stupra in pieno giorno una 45enne al parco Monte Stella di Milano il 15 Luglio 2020, per essere successivamente condannato definitivamente a 6 anni e 8  mesi di carcere, più espulsione dall'Italia.[10]
- Tra la notte del 29 e il 30 ottobre 2022, un senegalese di 17 anni (cui generalità restano anonime essendo al tempo dei fatti minorenne), stupra una studentessa italiana presso il campus universitario Paolo Borsellino di Torino, trovato colpevole dal test DNA. [11] [12]